# Jean Auroux
Jean Auroux (ur. 19 września 1942 w Thizy) – francuski polityk, nauczyciel i samorządowiec, deputowany, minister.

## Życiorys
Ukończył w Lyonie studia z literaturoznawstwa i filologii klasycznej. Od lat 60. zawodowo związany z oświatą, pracował jako nauczyciel języka francuskiego oraz historii i geografii w różnych szkołach w Roanne. Działał w branżowym związku zawodowym SNETP-CGT. Zaangażował się także w działalność polityczną w ramach Partii Socjalistycznej. Od 1976 był radnym departamentu Loara. W latach 1977–2001 sprawował urząd mera Roanne.
W 1978, 1981, 1986 i 1988 uzyskiwał mandat deputowanego do Zgromadzenia Narodowego VI, VII, VIII i IX kadencji, zawieszając jego wykonywanie na czas pełnienia funkcji rządowych. Od maja 1981 do czerwca 1982 był ministrem pracy w pierwszym i drugim rządzie premiera Pierre’a Mauroy. Od 1983 do 1984 wchodził w skład jego trzeciego gabinetu, w którym w randze sekretarza stanu odpowiadał za energię. W 1984 u Laurenta Fabiusa objął stanowisko sekretarza stanu do spraw transportu. Od września 1985 do marca 1986 w jego rządzie sprawował urząd ministra transportu, urbanizacji i mieszkalnictwa.
W 1988 współtworzył organizację samorządową Fédération des maires des villes moyennes, zrzeszającą burmistrzów średnich miejscowości. W 1993 znalazł się poza parlamentem.